# A-Streptokokken
Die Einteilung der Lebewesen in Systematiken ist kontinuierlicher Gegenstand der Forschung. So existieren neben- und nacheinander verschiedene systematische Klassifikationen. 
Das hier behandelte Taxon ist durch neue Forschungen obsolet geworden oder ist aus anderen Gründen nicht Teil der in der deutschsprachigen Wikipedia dargestellten Systematik.
A-Streptokokken sind eine Untergruppe der beta-hämolysierenden Streptokokken. Sie gehören der Lancefield-Gruppe A an. Sie besiedeln vor allem die menschliche Haut und den Rachen. Streptococcus pyogenes hat unter den A-Streptokokken die medizinisch größte Bedeutung.

## Merkmale

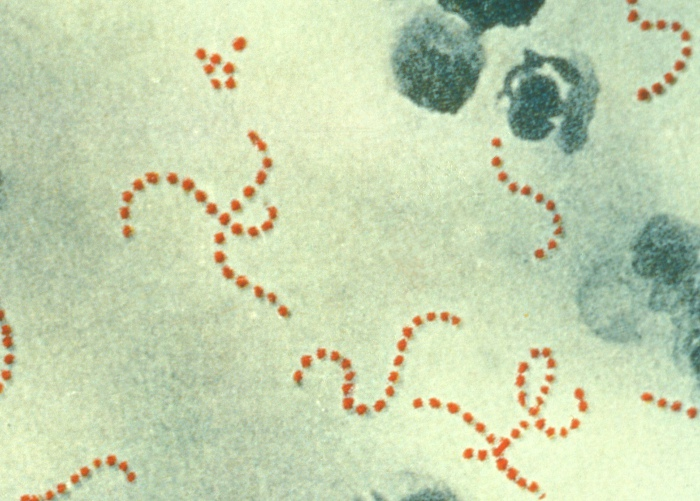
Streptococcus pyogenes

Durch ihre verschiedenen Serotypen gehören die A-Streptokokken zu den flexibelsten grampositiven Krankheitserregern. Sie werden durch das Lancefield-Schema anhand der antigenen Unterschiede des C-Polysaccharids eingeteilt, sie enthalten Antigene der Gruppe A. Durch in der Murein-Schicht verankerte Varianten des M-Proteins (Serovare) lassen sich über 80 serologisch verschiedene Serotypen unterscheiden. Man spricht also z. B. von β-hämolysierenden Streptokokken der Gruppe A, Typ 27.

## Systematik und Taxonomie
Die zu den A-Streptokokken zählenden Arten sind Vertreter der Gattung Streptococcus  in der Familie der Streptococcaceae in der Ordnung der Lactobacillales (Milchsäurebakterien), die der Abteilung der Firmicutes angehören.
Zu Beginn des 20. Jahrhunderts teilte man die Streptokokken in Streptococcus viridans und Streptococcus hemolyticus ein, wobei erstere eine α-Hämolyse und letztere eine β-Hämolyse durchführen und bereits früh als Krankheitserreger erkannt wurden. Zur Unterscheidung der pathogenen Arten und Stämme trug maßgeblich die von Rebecca Lancefield 1933 eingeführte Einteilung nach den vorhandenen Antigenen bei. Darauf folgende Versuche, diese Streptokokken in Arten zu klassifizieren, basieren auf den Lancefield-Gruppen. Die A-Streptokokken wurden von einigen Wissenschaftlern gleichgesetzt mit Streptococcus pyogenes, während andere darin eine Gruppe sahen, die auch Vertreter beinhaltet, die nicht dieser Spezies angehören. Erst später wurde nachgewiesen, dass auch Anginosus-Streptokokken (zuvor als Streptococcus milleri bezeichnet, sie bilden eine Untergruppe der Viridans-Streptokokken) Antigene der Lancefield-Gruppe A aufweisen können, dies ist allerdings bei weniger als 10 % der Anginosus-Streptokokken der Fall.

## Vorkommen
A-Streptokokken besiedeln vor allem die menschliche Haut und den Rachen, etwa ein Drittel der Bevölkerung trägt den Erreger – meist asymptomatisch.

## Medizinische Bedeutung
Infektionen mit A-Streptokokken lösen verschiedene, meist harmlose Erkrankungen aus, z. B. Rachen- und Mandelentzündungen (Pharyngitis und Tonsillitis) und Scharlach. Gelegentlich kommt es jedoch zu schwerwiegenden Infektionen mit häufig fulminanten Verläufen, wie die nekrotisierende Fasziitis, oder das streptokokkale toxic shock syndrome. Nach Rachenentzündungen durch A-Streptokokken kann es zu einem autoimmun bedingten Rheumatischen Fieber kommen. In seltenen Fällen werden A-Streptokokken als Erreger einer Pyomyositis nachgewiesen. Streptokokkeninfektionen werden meist mit Penicillinen (z. B. Penicillin V) oral behandelt.

## Rechtliche Aspekte
Tritt in einem Krankenhaus eine Infektion mit A-Streptokokken auf, so trifft die Klinikleitung eine Vielzahl von besonderen Sorgfaltspflichten, deren Verletzung eine Haftung gegenüber den betroffenen Patienten auslösen kann. Hierauf wies das Oberlandesgericht Oldenburg in einem Urteil hin.